# Una pistola che canta
Una pistola che canta (The Lone Gun) è un film del 1954 diretto da Ray Nazarro.
È un film western statunitense con George Montgomery, Dorothy Malone, Frank Faylen e Neville Brand. Nel 1961 ne è stato prodotto un remake, The Gambler Wore a Gun.

## Produzione
Il film, diretto da Ray Nazarro su una sceneggiatura di Don Martin e Richard Schayer e un soggetto di L.L. Foreman, fu prodotto da Edward Small tramite la Edward Small Productions (accreditata con il nome di due società sussidiarie, la World Films e la Superior Pictures) e girato nel novembre del 1953. Il titolo di lavorazione fu  Adios, My Texas.

## Distribuzione
Il film fu distribuito con il titolo The Lone Gun negli Stati Uniti dal 25 aprile 1954 al cinema dalla United Artists.
Altre distribuzioni:
- in Finlandia il 24 settembre 1954 (Taisteleva sheriffi)
- in Svezia il 10 gennaio 1955 (Gamarnas näste)
- in Germania Ovest il 13 gennaio 1956 (Drei bissen ins Gras e Gegen Terror und Banditen)
- in Austria nel marzo del 1956 (Gegen Terror und Banditen)
- in Italia (Una pistola che canta)
- in Belgio (De rovers van de prairie e Les brigands de la prairie)
- in Brasile (Até o Último Tiro)
- in Spagna (Rifle solitario)
- in Francia (Les brigands de l'Arizona)
- in Italia (Una pistola che canta)
- in Portogallo (O Rifle Solitário)

## Critica
Secondo il Morandini il film è un "western di serie B in tutti i sensi"; anche l'interpretazione di Montgomery non sarebbe una di quelle da ricordare.